# Détroit de Davis
Pour les articles homonymes, voir Davis.
Le détroit de Davis, sépare la terre de Baffin du Groenland. Large de 338 km à 644 km, il forme une mer bordière de l'océan Arctique, communique au nord avec la baie de Baffin, tandis qu'au sud il rejoint la mer du Labrador, une division de l'océan Atlantique. Deux petites villes bordant le détroit sont à signaler : au Canada, au fond de la baie de Frobisher se trouve Iqaluit, capitale du Nunavut et au Groenland, â l'extrémité d'une longue péninsule, se tient Nuuk, capitale de l'État constitutif. 
Le détroit fut exploré en 1587 par le navigateur anglais John Davis.

## Géographie
Le courant océanique froid du Labrador, prolongement du courant de l'île de Baffin, traverse le détroit vers le sud, le long de la péninsule du Québec-Labrador, charriant des glaces flottantes durant la majeure partie de l'année. Un autre courant froid, en provenance de la côte orientale du Groenland, contourne ce dernier par le sud puis remonte vers le nord le long de la côte ouest du Groenland dans la région des voies principales de navigation du détroit. 

### Bathymétrie
Dans sa partie nord, le détroit atteint des profondeurs allant de 1000 à 1500 m, alors que dans sa partie la plus resserrée (entre cape Dyer, la pointe orientale de la péninsule de Cumberland, sur l'île de Baffin, et le Groenland), les fonds n'excèdent pas 600 m. Au centre du détroit, aux alentours du 65e parallèle nord, les mesures relevées se situent entre 1000 et 1500 m. Dans la partie méridionale du détroit, au niveau du détroit d'Hudson, la profondeur atteint  2500 m et par endroits 3000 m ou plus.

### Limites
L'Organisation hydrographique internationale définit les limites du détroit de Davis de la façon suivante :
- Au nord : le 70e parallèle nord entre le Groenland et la terre de Baffin.
- À l'est : la côte sud-ouest du Groenland.
- Au sud : le 60e parallèle nord entre le Groenland et le Labrador.
- À l'ouest : depuis le 70e parallèle nord, le long de la côte est de la terre de Baffin jusqu’à East Bluff, son extrémité sud-est (61° 52′ 36″ N, 65° 57′ 15″ O), et de là une ligne jusqu'à la pointe Meridian, (61° 47′ 01″ N, 65° 56′ 18″ O)  l'extrémité occidentale des îles Lower Savage, puis le long de la côte jusqu'à l'extrémité sud-ouest de l'archipel, et de là une ligne à travers mer jusqu'à l'extrémité occidentale de l'île de la Résolution, ensuite le long de ses rivages sud-ouest jusqu'à Hatton Headland, sa pointe sud (61° 18′ 57″ N, 64° 45′ 49″ O), de là une ligne jusqu'au cap Chidley, au Labrador (60° 23′ 45″ N, 64° 25′ 35″ O). Depuis le cap Chidley, le long de la côte orientale de l'île Killiniq puis de celle de la péninsule du Labrador jusqu'au 60e parallèle nord.